# Садовый (Кавказский район)
Садовый — посёлок в Кавказском районе Краснодарского края.
Входит в состав Мирского сельского поселения.

## География

### Улицы
- ул. Садовая.

## Население
| 2002 | 2010 |
| ---- | ---- |
| 2    | ↘0   |